# Raphael Straus
Raphael Straus (* 25. Februar 1887 in Karlsruhe; † 3. Mai 1947 in New York) war ein deutscher Historiker und Verleger. Er wurde in Deutschland als Jude verfolgt und emigrierte im Juni 1933 nach Palästina. Sein Lebenswerk war die Erforschung der Geschichte der bedeutenden jüdischen Gemeinde Regensburg. Sein Spezialgebiet war die Geschichte und wirtschaftliche Lage des Judentums im Mittelalter. Kurz vor seinem Tod erhielt er die US-amerikanische Staatsbürgerschaft.

## Leben bis 1933
Straus stammte aus einer streng orthodoxen Familie, die seit Jahrhunderten in Südwestdeutschland beheimatet war. Ein Vorfahre von Straus war am Hof von Kaiser Maximilian I. und Kaiser Karl V. in einer Beamtenstellung beschäftigt. Ein Urgroßvater, Isaac Loeb Wormser, war in Michelstadt am Odenwald als Rabbiner tätig und in großen Teilen des Heiligen Reiches deutscher Nation als kluger Ratgeber gefragt. Auch die mütterliche Familie hatte viele berühmte Ahnen. Straus’ Vater war ein Bankier. Straus absolvierte das Goethegymnasium in Frankfurt und studierte von 1906 Geschichte in Freiburg, Berlin und Heidelberg. 1910 wurde er mit Die Juden im Königreich Sizilien unter Normannen und Staufern promoviert. Im Weiteren entwickelte sich als sein Hauptarbeitsgebiet die jüdische Wirtschaft- und Sozialgeschichte des Mittelalters. Da er als deutscher Bürger jüdischen Glaubens als Jude diskriminiert wurde, rechnete Staus sich in dem antisemitischen Klima an deutschen Universitäten keine Chancen für eine universitäre Karriere aus. Daher schlug er zunächst eine Verlagslaufbahn ein. 1913 kaufte er den auf Kunstreproduktionen und geschichtliche Werke spezialisierten Holbein Verlag, den er erfolgreich bis Ende der 1920er-Jahre führte. Nebenher veranstaltete Straus immer Lehrkurse für Studenten und geschichtliche Vorträge für die Allgemeinheit.
1927 eröffnete sich eine neue Möglichkeit zur historischen Forschung: Die Historische Kommission des Verbandes Bayrischer Israelitischer Gemeinden beauftragte ihn mit der Erforschung der Quellen zur Geschichte des Judentums in Bayern und vor allem Regensburg. Die historische Kommission finanzierte auch diese Arbeit. Dafür musste Straus in vielen deutschen und österreichischen Archiven Urkunden ausfindig machen und Kopien anfertigen. Er reduzierte seine Verlagstätigkeit und widmete sich fast ganz der historischen Forschung. Dieses umso mehr, als er im Jahre 1929 mit der Schriftleitung der Zeitschrift für die Geschichte der Juden in Deutschland betraut wurde.

## Leben nach 1933
Straus’ Forschungen fanden 1932 / 1933 ihren Abschluss. 1932 veröffentlichte er das Buch Die Judengemeinde Regensburg im ausgehenden Mittelalter – Auf Grund der Quellen kritisch untersucht und neu dargestellt im renommierten Heidelberger Verlag Carl Winter. Seine in dem Forschungsprojekt zusammengetragenen Quellen und Urkunden sollten in einem zweiten Buch veröffentlicht werden, das den Titel Urkunden und Aktenstücke zur Geschichte der Juden in Regensburg im ausgehenden Mittelalter tragen sollte. Der Verlag war schon bestimmt und das Buch lag schon in Druckfahnen vor. In dieser Zeit besuchte den Historiker ein angehender Doktorand aus München namens Wilhelm Grau, der sich als Demokrat und Judenfreund ausgab. Er erklärte, eine Ausstellung zum Thema Juden in Augsburg in Regensburg vorbereiten zu wollen. Straus gab ihm bereitwilligst die Druckfahnen zur Einsicht.
Grau nutzte die Straus’schen Erkenntnisse und Urkunden aus dem Urkundenwerk für seine antisemitische Dissertation, die 1934 als Antisemitismus im Mittelalter. Das Ende der Regensburger Judengemeinde 1450–1519 erschien, und für ihre „seltene Fülle von Quellen“ gelobt wurde. Mit dieser Verwendung der Straus’schen Unterlagen hatte sich Grau nicht nur Straus jahrelange, sorgfältige Forschungen in Archiven angeeignet; ohne jegliche Kenntnis der jüdischen Religionspraxis oder Beherrschung des Hebräischen deutete er die Straus’schen Übersetzungen hebräischer und Straus’schen Quellenfunde willkürlich im Sinne seiner antisemitischen Einstellung um, und legte damit den Grundstein zu seiner Karriere als Berufsantisemit mit der Stellung als Geschäftsführer der Forschungsabteilung Judenfrage im Reichsinstitut für Geschichte des neuen Deutschland.
Nach Straus’ Emigration nach Palästina im Juni 1933 versuchte Grau die Publikation des für seine Doktorarbeit entscheidenden Urkundenbuches als für die Endkorrektur verantwortlicher Mitherausgeber selbst zu übernehmen (was ihm beliebige Eingriffe erlaubt und seinen Namen auf das Titelblatt gebracht hätte), was ihm jedoch trotz seines Rufs als ausgewiesener Judenfeind nicht gelang. 1938 wurden Fahnen und Druckstöcke von der Gestapo beschlagnahmt und vernichtet. Nach dem Krieg nutzte Grau diese Bemühungen als Alibi.
Straus veröffentlichte zwar 1936 aus dem Exil heraus eine Kritik an dem Werk von Grau, die in der – zu der Zeit in Deutschland noch geduldeten – Zeitschrift für die Geschichte der Juden in Deutschland erschien. Da Straus nicht das Leben der Herausgeber der Zeitung gefährden konnte, die unter SS-Beobachtung stand, beschränkte sich Straus’ Replik auf den Nachweis der Unwissenschaftlichkeit dieser Arbeit – ohne den Plagiatscharakter der Publikation von Grau zu erwähnen. Wilhelm Grau wiederum erzwang in der übernächsten Nummer der Zeitschrift für die Geschichte der Juden eine vielseitige Gegendarstellung. Zum Schluss seines Artikels stieß Grau Drohungen gegen die Juden aus.

„In jüdischen Kreisen wird man sich vor allem klar machen müssen, daß wir Deutsche nicht die Geschichte der Juden oder des Judentums schreiben wollen, sondern die Geschichte der Judenfrage.“

Erst 1939 konnte Straus in seinem in den Vereinigten Staaten in englischer Sprache erschienenen Buch History of Jews – Regensburg and Augsburg das Plagiat öffentlich bekanntmachen. Das Vorwort des Buches lautet in einer Anmerkung (Note) anderem „...the work of Wilhelm Grau Antisemitismus im späten Mittelalter, Munich 1934,...is entirley valueless for scholars, ...it is based entirely on Straus“ work.
In Jerusalem setzte Straus seine wissenschaftliche Arbeit unter schwierigen Bedingungen fort. Sein Wunsch, in die Vereinigten Staaten überzusiedeln, erfüllte sich erst Ende 1945. Dort starb er anderthalb Jahre später an einem Herzinfarkt.

## Nachlass und Gedenken
Straus’ Manuskript Die Juden in Wirtschaft und Gesellschaft: Untersuchungen zur Geschichte einer Minorität wurde wie das oben erwähnte Urkunden-Werk erst 1960, lange nach seinem Tode und dem Ende des Nationalsozialismus, veröffentlicht. Seine wissenschaftliche Studie Apokatastasis – eine friedvolle Betrachtung von Judentum und Christentum (entstanden vermutlich Ende der 1930er, Anfang der vierziger Jahre, unvollendet) wurde erst Jahrzehnte nach seinem Tod entdeckt und ist trotz diverser Bemühungen und Ankündigungen bis heute unveröffentlicht.
Im Januar 2006 veranstaltete die Stadt Regensburg ein Symposium zu Ehren von Raphael Straus. Darin wurden sowohl die Verdienste Straus’ für die Erforschung der Geschichte der Regensburger Juden als auch der Missbrauch seiner Forschung durch den Nazi-Historiker Wilhelm Grau behandelt. Das Symposium wurde an die Stadtverwaltung herangetragen und inhaltlich vom Fritz Bauer Institut vorbereitet.
Vorangegangen war eine öffentliche Kritik an einer wirtschaftsgeschichtlichen Publikation, welche das städtische Archiv herausgab und Wilhelm Grau als redlichen bzw. antinazistischen Wissenschaftler darstellte. Auf dem Symposium kam die Kritik an der vom Archiv herausgegebenen Publikation jedoch nicht zur Sprache. Eine Publikation der Redebeiträge des Symposiums, die damals vom Stadtarchiv angekündigt worden ist, ist bis 2014 nicht erschienen.

## Schriften (Auswahl)

### Bücher
- Die Juden im Königreich Sizilien unter Normannen und Staufern. Heidelberg 1910 (Dissertation) (archive.org).
- Die Rechtsverhältnisse der Juden im Königreich Sizilien im 12. und 13. Jahrhundert. Heidelberg 1910.
- Die Judengemeinde Regensburg im ausgehenden Mittelalter: Auf Grund der Quellen kritisch untersucht und neu dargestellt. Winter, Heidelberg 1932. In der Reihe Heidelberger Abhandlungen zur Mittleren und Neuen Geschichte Heft 61. Digitalisat Die dazu verwendeten Quellen sollten unter dem Titel Urkunden und Aktenstücke zur Geschichte der Juden in Regensburg im ausgehenden Mittelalter 1932/1933 in der Sammlung Beiträge zur bayerischen Geschichte im Verlag für Kultur und Geschichte in München erscheinen. Die Veröffentlichung wurde verhindert und erfolgte erst unter leicht geändertem Titel im Jahre 1960 s. u.
- Regensburg and Augsburg. From the German by Felix N. Gerson. Jewish Publication Service, Philadelphia 1939. Enthält auf Seite X eine Schilderung der Aneignung von Straus Forschungsergebnissen durch Wilhelm Grau.
- Moshe Montefiore. Omanut Verlag, Tel Aviv 1939. Eine Biographie des Vordenkers des Zionismus Moses Montefiore in hebräischer Sprache.
- Urkunden und Aktenstücke zur Geschichte der Juden in Regensburg 1453 – 1738. Mit einem Geleitwort von Friedrich Baethgen, Beck Verlag, München 1960. Erschien in Quellen und Erörterungen zur Bayerischen Geschichte, Hrsg. Die Kommission für Bayerische Landesgeschichte bei der Bayerischen Akademie der Wissenschaften.
- Die Juden in Wirtschaft und Gesellschaft: Untersuchungen zur Geschichte einer Minorität. Europäische Verlagsanstalt, Frankfurt am Main 1964.

### Zeitschriftenaufsätze
- Der Regensburger „Ritualmordprozeß“. In: Menorah. Jüdisches Familienblatt für Wissenschaft/Kunst und Literatur. Jg. 6, Heft 11/12, 1928, S. 665–677, (Digitalisat).
- Die Judenfrage auf dem Augsburger Reichstag von 1530. In: Bayerische Israelitische Gemeindezeitung. Jg. 6, Heft 23, 1930, S. 359–361, (Digitalisat).
- Antisemitismus im Mittelalter. Ein Wort pro domo. In: Zeitschrift für die Geschichte der Juden in Deutschland. Jg. 6, Heft 1, 1936, S. 17–24, (Digitalisat). Ein Artikel zu dem mit unsachlichen und antisemitischen Angriffen auf Straus gespickten Buch von Wilhelm Grau aus dem Jahr 1934 Antisemitismus im Mittelalter.
- Palestine as a Colonial Enterprise. In: Jewish Social Studies. Bd. 5, Nr. 4, 1943, S. 327–354, (JSTOR:4464528).